# Adolf Buchenberger
Adolf Buchenberger (ur. 18 maja 1848 w Mosbach, zm. 20 lutego 1904 w Karlsruhe) – niemiecki ekonomista rolny i polityk.
Specjalizował się w polityce agrarnej. Napisał pierwszy na świecie podręcznik na ten temat - dwutomową pracę Agrarwesen und Agrarpolitik wydaną w latach 1892-1893.